# Чемпионат России по хоккею с мячом
Чемпионат России по хоккею с мячом проводится с сезона 1992/93. Чемпионат сезона 1991/92 — чемпионат СНГ.
В настоящее время в рамках чемпионата проводятся игры в Суперлиге (до 2011 года — Высшей лиге). Проводятся также первенство России среди команд Высшей лиги (до 2011 года — Первой лиги), первенство России среди коллективов физической культуры. До сезона 2000/01 проводились игры в третьем по силе дивизионе отечественного хоккея с мячом — Второй лиге.
Проводится под общим руководством Федерации хоккея с мячом России.
С 2013 года победитель чемпионата России принимает участие в матче за Суперкубок России с обладателем (финалистом) Кубка России.
Также проводится чемпионат России по хоккею с мячом среди женских команд.
Наиболее титулованными российскими командами являются «Водник» (Архангельск), «Динамо» (Москва), «Енисей» (Красноярск), «Зоркий» (Красногорск), «СКА-Нефтяник» (Хабаровск).

## Суперлига
В 1992 году в Высшую лигу были включены все команды, выступавшие в ней в чемпионате СНГ, и лучшие команды Первой лиги.
В первых трёх сезонах чемпионата России за победу начислялось 2 очка, за ничью — 1 очко, за поражение — 0 очков. В следующих сезонах — 3 очка за победу в матче.
До сезона 2009/10 в Высшей лиге в разные годы выступали от 19 до 24 команд, разбитых на две группы по территориальному принципу: «западная» и «восточная». На первом этапе чемпионата каждая из команд проводит по две игры с каждой из команд своей группы (одна игра дома и одна в гостях — двухкруговой турнир), после чего лучшие команды из каждой группы выходят во второй (финальный) этап. С сезона 2009/10 (за исключением сезона 2016/17) деление на группы не проводилось, 17 команд приняли участие в общем двухкруговом турнире в Высшей лиге. С сезона 2009/10 (за исключением сезона 2016/17 — 12 команд) по настоящее время в Высшей лиге (Суперлиге) в общем двухкруговом турнире выступало от 13 до 17 команд.
В сезоне 1992/93 на втором этапе проводился двухкруговой турнир с участием восьми лучших команд и чемпион России определялся по очкам, набранным на втором этапе только в играх с командами другой группы, и с учётом очков, набранных на первом этапе в матчах с командами своей группы, прошедших во второй этап соревнований. С сезона 2006/07 по сезон 2008/09 второй этап разыгрывался также по круговой системе с участием 12-ти лучших команд и чемпион определялся по схеме подсчёта очков, что и в сезоне 1992/93; в случае равенства очков у двух лучших команд, между ними обязан был проводиться золотой матч, победитель которого объявлялся бы чемпионом.
С сезона 1993/94 по сезон 2005/06 второй этап разыгрывался по системе плей-офф, где победитель на всех стадиях плей-офф определялся по результатам двух матчей (игра дома и на выезде), за исключением сезона 1993/94, где победитель и третий призёр определялся в серии до двух побед, и сезонов 1995/96, 1996/97, где на всех стадиях плей-офф победитель определялся в серии до двух побед (в каждом из финальных противостояний по трём данным сезонам для определения чемпиона страны потребовалась третья игра).
С сезона 2009/10 и по настоящее время победитель чемпионата определяется на втором этапе в играх плей-офф (в сезоне 2016/17 плей-офф проводился на третьем этапе).
С сезона 1993/94 по сезон 1996/97, в сезоне 2009/10 и с сезона 2014/15 по настоящее время игры плей-офф начинаются с четвертьфинальной стадии. С сезона 1997/98 по сезон 2005/06, сезона 2010/11 по сезон 2013/14 — со стадии 1/8 финала.
В сезонах 2009/10 и 2010/11 в полуфиналах, финале и в матчах за третье место победитель определялся в серии до двух побед. В феврале 2010 года исполком ФХМР принял решение не проводить серию матчей за третье место, и, впервые, команды, проигравшие в полуфинальной стадии плей-офф, стали обладателями бронзовых медалей чемпионата без проведения игр за третье место.
С сезона 2011/12 финальный раунд состоит из одного матча. Место проведение финального матча определяется на конкурсной основе комитетом по проведению соревнований Федерации хоккея с мячом России.
В сезоне 2013/14 в 1/8 и 1/4 плей-офф чемпионата победитель определялся в играх до двух побед, в 1/2 — до трёх побед, в плей-офф приняли участие все 13 команд-участниц чемпионата, и в третьем сезоне подряд не проводились игры за третье место.
В сезоне 2016/17 команды, победив в играх четвертьфинального раунда плей-офф в серии до трёх побед, определили призёров чемпионата в «Финале четырёх», прошедшем в Хабаровске.
В регламент сезона 2017/18 были привнесены элементы чемпионата Швеции: помимо проведения одного единственного финального матча, ставшего уже традиционным в определении чемпиона страны, участники плей-офф, занявшие по итогам регулярного чемпионата места с 1-го по 3-е, имели возможность выбрать себе соперника по четвертьфинальной стадии из команд, занявших места с 5-го по 8-е. Игры 1/4 финала прошли в серии до двух побед, 1/2 — до трёх побед, бронзовые медали были разыграны в двух матчах (игра дома и на выезде). Решению ФХМР по изменениям в формате плей-офф, где команды имеют возможность выбрать соперника по четвертьфиналу, способствовал резонансный матч в чемпионате России сезона 2016/17 между архангельским «Водником» и иркутской «Байкал-Энергией» (9:11), прошедший в последнем туре второго группового этапа чемпионата, в котором команды забили 20 автоголов.

### Финал чемпионата России сезона2019/20
Финальный матч чемпионата России между командами «СКА-Нефтяник» (Хабаровск) и «Динамо» (Москва), который должен был пройти в Кемерове 21 марта, перенесли из-за угрозы распространения коронавирусной инфекции COVID-19 на более поздний срок. Серия игр за бронзовые медали между архангельским «Водником» и красноярским «Енисеем» отменена.
Решением Исполкома ФХМР от 7 октября 2020 года были определены победители и призёры чемпионата России сезона 2019/20. Команды «СКА-Нефтяник» (Хабаровск) и «Динамо» (Москва) были признаны победителями чемпионата России. Команды «Енисей» (Красноярск) и «Водник» (Архангельск) стали обладателями бронзовых медалей.

### Интересные особенности Суперлиги
- в Суперлиге чемпионата России играют фактически профессиональные команды. Это отличает российский чемпионат от большинства современных национальных турниров по хоккею с мячом (бенди): в странах Скандинавии и Финляндии национальные чемпионаты носят полупрофессиональный характер, в остальных странах — исключительно любительский;
- в силу профессионализма чемпионата России, команды Суперлиги имеют возможность привлекать в свой состав легионеров (в первую очередь из Швеции и Финляндии), составляющих в настоящее время весьма заметную по уровню мастерства часть игроков чемпионата;

## Высшая лига
Число команд Высшей лиги (ранее — Первой лиги) может изменяться из года в год.

### Интересные особенности Высшей лиги
- на первом этапе Федерация хоккея с мячом России организует и проводит соревнования в первых четырёх (трёх) группах. Из-за удалённости и в целях целесообразности ФХМР делегирует свои права на проведение соревнований в пятой (четвёртой) группе (в ней играют команды Дальневосточного федерального округа) Дальневосточной межрегиональной федерации хоккея с мячом (до сезона 2014/15[10]), осуществляя при этом контроль за соблюдением порядка и регламента в соревнованиях.
- во второй группе играет команда «Акжайык» (Уральск, Казахстан). К участию в четвертой группе в 2007 году была допущена команда «Эрдэнэт» (Эрдэнэт, Монголия), являющаяся базовой для национальной сборной этой страны[11].
- значительную часть команд, играющих в Высшей лиге, составляют фарм-клубы (дубли) команд Суперлиги.

## Ротация
Между лигами по итогам сезона проводится ротация, при которой победитель второго по силе дивизиона — Высшей лиги (ранее — Первой лиги) попадает в высший дивизион — Суперлигу (ранее — Высшую лигу), а слабейшая команда Суперлиги переходит в Высшую лигу. Однако это правило соблюдается не всегда: по итогам сезона 2005/06, победивший в финальном турнире команд Первой лиги «Мончегорск-Североникель» по финансовым причинам отказался от места в Высшей лиге, и место в ней сохранила казанская «Ракета», сумевшая в следующем чемпионате подняться с 22-го на 6-е место. По итогам сезона 2006/07, как и годом ранее, по финансовым причинам «Мончегорск-Североникель» отказался от места в Высшей лиге, а «Локомотив» из Оренбурга выбыл в Первую лигу.

## Победители и призёры
| Номер | Год  | Золото                                       | Серебро                              | Бронза                                          |
| ----- | ---- | -------------------------------------------- | ------------------------------------ | ----------------------------------------------- |
| 1     | 1993 | «Зоркий» (Красногорск)                       | «Строитель» (Сыктывкар)              | «Водник» (Архангельск)                          |
| 2     | 1994 | СКА (Екатеринбург)                           | «Сибсельмаш-Металлург» (Новосибирск) | «Саяны» (Абакан)                                |
| 3     | 1995 | «Сибсельмаш-Металлург» (Новосибирск)         | «Старт» (Нижний Новгород)            | «Сибскана» (Иркутск)                            |
| 4     | 1996 | «Водник» (Архангельск)                       | «Сибсельмаш-Металлург» (Новосибирск) | «Старт» (Нижний Новгород)                       |
| 5     | 1997 | «Водник» (Архангельск)                       | «Сибсельмаш-Металлург» (Новосибирск) | «Волга» (Ульяновск)                             |
| 6     | 1998 | «Водник» (Архангельск)                       | «Сибскана» (Иркутск)                 | «Старт» (Нижний Новгород)                       |
| 7     | 1999 | «Водник» (Архангельск)                       | «Енисей» (Красноярск)                | «Сибскана» (Иркутск)                            |
| 8     | 2000 | «Водник» (Архангельск)                       | «Енисей» (Красноярск)                | «Старт» (Нижний Новгород)                       |
| 9     | 2001 | «Енисей» (Красноярск)                        | «Водник» (Архангельск)               | «Кузбасс» (Кемерово)                            |
| 10    | 2002 | «Водник» (Архангельск)                       | «Старт» (Нижний Новгород)            | «Кузбасс» (Кемерово)                            |
| 11    | 2003 | «Водник» (Архангельск)                       | «Енисей» (Красноярск)                | «Кузбасс» (Кемерово)                            |
| 12    | 2004 | «Водник» (Архангельск)                       | «Кузбасс» (Кемерово)                 | «Зоркий» (Красногорск)                          |
| 13    | 2005 | «Водник» (Архангельск)                       | «Кузбасс» (Кемерово)                 | «СКА-Нефтяник» (Хабаровск)                      |
| 14    | 2006 | «Динамо» (Москва)                            | «Кузбасс» (Кемерово)                 | «Родина» (Киров)                                |
| 15    | 2007 | «Динамо» (Москва)                            | «Зоркий» (Красногорск)               | «Кузбасс» (Кемерово)                            |
| 16    | 2008 | «Динамо» (Москва)                            | «Зоркий» (Красногорск)               | «Кузбасс» (Кемерово)                            |
| 17    | 2009 | «Динамо» (Москва)                            | «Кузбасс» (Кемерово)                 | «Динамо-Казань» (Казань)                        |
| 18    | 2010 | «Динамо» (Москва)                            | «Зоркий» (Красногорск)               | «Кузбасс» (Кемерово) «Енисей» (Красноярск)      |
| 19    | 2011 | «Динамо-Казань» (Казань)                     | «Динамо» (Москва)                    | «Зоркий» (Красногорск)                          |
| 20    | 2012 | «Динамо» (Москва)                            | «Динамо-Казань» (Казань)             | «Енисей» (Красноярск) «Зоркий» (Красногорск)    |
| 21    | 2013 | «Динамо» (Москва)                            | «Зоркий» (Красногорск)               | «Енисей» (Красноярск) «Динамо-Казань» (Казань)  |
| 22    | 2014 | «Енисей» (Красноярск)                        | «Динамо» (Москва)                    | «Зоркий» (Красногорск) «Динамо-Казань» (Казань) |
| 23    | 2015 | «Енисей» (Красноярск)                        | «Динамо» (Москва)                    | «Байкал-Энергия» (Иркутск)                      |
| 24    | 2016 | «Енисей» (Красноярск)                        | «Байкал-Энергия» (Иркутск)           | «Динамо» (Москва) «СКА-Нефтяник» (Хабаровск)    |
| 25    | 2017 | «СКА-Нефтяник» (Хабаровск)                   | «Байкал-Энергия» (Иркутск)           | «Енисей» (Красноярск)                           |
| 26    | 2018 | «СКА-Нефтяник» (Хабаровск)                   | «Енисей» (Красноярск)                | «Байкал-Энергия» (Иркутск)                      |
| 27    | 2019 | «СКА-Нефтяник» (Хабаровск)                   | «Динамо» (Москва)                    | «Уральский трубник» (Первоуральск)              |
| 28    | 2020 | «СКА-Нефтяник» (Хабаровск) «Динамо» (Москва) | –                                    | «Енисей» (Красноярск) «Водник» (Архангельск)    |
| 29    | 2021 | «Енисей» (Красноярск)                        | «Динамо» (Москва)                    | «СКА-Нефтяник» (Хабаровск)                      |
| 30    | 2022 | «Динамо» (Москва)                            | «Водник» (Архангельск)               | «Кузбасс» (Кемерово)                            |
| 31    | 2023 | «СКА-Нефтяник» (Хабаровск)                   | «Кузбасс» (Кемерово)                 | «Водник» (Архангельск)                          |
| 32    | 2024 | «Кузбасс» (Кемерово)                         | «Водник» (Архангельск)               | «Динамо» (Москва)                               |
| 33    | 2025 | «Кузбасс» (Кемерово)                         | «Водник» (Архангельск)               | «СКА-Нефтяник» (Хабаровск)                      |

## Медальный зачёт
|    | Клуб                                 | Золото | Серебро | Бронза | Всего медалей |
| -- | ------------------------------------ | ------ | ------- | ------ | ------------- |
| 1  | Динамо (Москва)                      | 9      | 5       | 2      | 16            |
| 2  | Водник (Архангельск)                 | 9      | 4       | 3      | 16            |
| 3  | Енисей (Красноярск)                  | 5      | 4       | 5      | 14            |
| 4  | СКА-Нефтяник (Хабаровск)             | 5      | 0       | 4      | 9             |
| 5  | Кузбасс (Кемерово)                   | 2      | 5       | 7      | 14            |
| 6  | Зоркий (Красногорск)                 | 1      | 4       | 4      | 9             |
| 7  | Сибсельмаш (Новосибирск)             | 1      | 3       | 0      | 4             |
| 8  | Ак Барс — Динамо (Казань)            | 1      | 1       | 3      | 5             |
| 9  | СКА-Свердловск (Екатеринбург)        | 1      | 0       | 0      | 1             |
| 10 | Байкал-Энергия (Иркутск)             | 0      | 3       | 4      | 7             |
| 11 | Старт (Нижегородская область)        | 0      | 2       | 3      | 5             |
| 12 | Строитель (Сыктывкар)                | 0      | 1       | 0      | 1             |
| 13 | Саяны (Абакан)                       | 0      | 0       | 1      | 1             |
| 14 | Волга (Ульяновск)                    | 0      | 0       | 1      | 1             |
| 15 | Родина (Киров)                       | 0      | 0       | 1      | 1             |
| 16 | СКА-Уральский трубник (Первоуральск) | 0      | 0       | 1      | 1             |

Примечания к таблице:
- Жирным шрифтом выделены команды, участники Суперлиги сезона 2024/25

### Комментарии
1. ↑  При условии, если победителем чемпионата России и Кубка России является одна и та же команда, право участия в матче за Суперкубок России делегируется команде, проигравшей в финале Кубка России
2. ↑  Команде «СКА-Нефтяник» (Хабаровск), набравшей большее количество очков на первом (групповом) этапе чемпионата России сезона 2019/20, по сравнению со вторым финалистом чемпионата России командой «Динамо» (Москва), предоставить право участвовать во всероссийских и международных соревнованиях как победителю чемпионата России сезона 2019/20